# 21576 МакҐівні
21576 МакҐівні (21576 McGivney) — астероїд головного поясу, відкритий 19 вересня 1998 року.
Тіссеранів параметр щодо Юпітера — 3,187.